# Hipposideros obscurus
Hipposideros obscurus — є одним з видів кажанів родини Hipposideridae.

## Поширення
Країни поширення: Філіппіни. Він зазвичай знаходиться від рівня моря до 850 м над рівнем моря і до 1100 м над рівнем моря на горі Катанглад. Залежить від первинного і порушеного лісу. Як правило, це печерний вид.

## Загрози та охорона
Його населення в низинних лісах, ймовірно, зменшується через вирубку лісів, але він здатен вижити у вторинних лісах. Мешкає в багатьох природоохоронних територіях.